# نوننا گریشایوا
نوننا گریشایوا (روسی: Нонна Валентиновна Гришаева؛ زادهٔ ۲۱ ژوئیهٔ ۱۹۷۱) بازیگر، کمدین، خواننده اهل اتحاد جماهیر شوروی سوسیالیستی است. وی از سال ۱۹۹۲ میلادی تاکنون مشغول فعالیت بوده‌است.
از فیلم‌ها یا برنامه‌های تلویزیونی که وی در آن نقش داشته‌است می‌توان به داستان پلیس ۴: اولین برخورد اشاره کرد.